# 吳文梓
吳文梓（1536年—1620年），幼名輝祥，字子喬，號南台，直隸池州府青陽縣人，民籍，明朝政治人物。

## 生平
隆慶四年（1570年）庚午科應天府鄉試第三十三名，萬曆五年（1577年）丁丑科會試第二百四十八名，登三甲第二百三十四名進士。吏部觀政，授太常寺博士，十六年三月考选，授兵科给事中，十八年十一月升刑科右给事中，二十一年十月升户科左，十一月升兵科都，二十三年十二月以兵部考选，一锦衣卫副千户未行题奏，輙署四品之职，吴文梓与该司官韩范俱降杂职。天啓二年追赠太常寺少卿。

## 家族
曾祖吳宗禮；祖父吳景清；父吳仕範。母柯氏。具慶下。